# 100 años: la película que nunca verás
100 años: la película que nunca verás (en inglés: 100 Years: The Movie You Will Never See) es una película de ciencia ficción finalizada en 2015, dirigida por Robert Rodriguez, y escrita y protagonizada por John Malkovich, que se pretende estrenar el 18 de noviembre de 2115. El filme presenta un reparto coral internacional encabezado por el actor estadounidense John Malkovich, la actriz china Shuya Chang y el actor chileno Marko Zaror.
Patrocinada por la marca de coñac Louis XIII, el director Robert Rodriguez junto a John Malkovich, escritor de la misma, iniciaron un proyecto que no verá la luz hasta el siglo XXII. El argumento de la misma es desconocido, no obstante se publicaron en noviembre de 2015 tres teaser tráileres, cada uno con una visión diferente del año 2115, una que muestra un futuro distópico en una Tierra en ruinas y abandonada, otra con una urbanización extremadamente avanzada tecnológicamente, y la tercera en medio de una invasión donde los cíborg se han hecho con el control del planeta, aunque las tres visiones se desarrollan con las mismas acciones y diálogos.
Para evitar posibles filtraciones, la película fue almacenada (junto a una botella de Louis XIII) en una caja fuerte especial con un cierre temporal que se abrirá automáticamente el 18 de noviembre de 2115, día en el que se cumplirán 100 años de la finalización de su producción. Para tal evento, se enviaron mil entradas para el preestreno de la misma en esa fecha a mil personas alrededor de todo el mundo, con el propósito de que éstas sean legadas y sean sus futuros descendientes los que puedan verla en una presentación exclusiva que se celebrará en el Domaine du Grollet en Cognac, Francia. Entretanto, la caja fuerte fue exhibida en una gira internacional que comenzó en Hong Kong el día 11 de diciembre de 2015.

## Reparto
Aunque los detalles de la película se han mantenido en secreto, se han dado a conocer los nombres de tres actores:
- John Malkovich
- Shuya Chang
- Marko Zaror